# Juan Crespo
Joan Crespo Hita (Barcelona, 7 de marzo de 1927-ibídem, 9 de abril de 2014) fue un ciclista español, que corrió entre 1951 y 1959. Durante los años en qué corrió destaca su victoria al Trofeo Masferrer de 1958. Una vez retirado del ciclismo profesional pasó a desarrollar tareas organizativas y de dirección de cursa en diferentes cursas ciclistas, como por ejemplo la Vuelta en España, la Semana Catalana, la Escalada en Montjuic, la Vuelta en Aragón o a la Vuelta en Galicia. Su padre, Antonio Crespo Sanjuán, también fue ciclista profesional.

## Palmarés
- 1951
  - 2.º en el Trofeo Jaumendreu
- 1952
  - 1.º en el Gran Premio Cataluña
- 1956
  - 3.º en el GP de Martorell
- 1957
  - 2.º en el Trofeo Masferrer
- 1958
  - 1.º en el Trofeo Masferrer
- 1959
  - 1.º en el GP de Martorell

### Resultados a la Vuelta a España
- 1957. 39.º de la clasificación general